# Тимоновский сельсовет (Могилёвская область)
Ти́моновский сельсовет (белор. Ціманаўскі сельсавет) — административная единица на территории Климовичского района Могилёвской области Белоруссии. Административный центр — агрогородок Тимоново.

## История
Решением Могилёвского областного Совета депутатов от 21 декабря 2011 г. все населённые пункты упразднённого Высоковского сельсовета (посёлки Красавичи и Новый Строй, деревни: Автуховка, Высокая Буда, Высокое, Жевжик, Клов, Меженин, Слобода, Торченка, Яновка)
включены в состав Тимоновского сельсовета.

## Состав
Включает 25 населённых пунктов:
- Автуховка — деревня.
- Балешин — деревня.
- Высокая Буда — деревня.
- Высокое — деревня.
- Гиреевичи — деревня.
- Дорогинь — деревня.
- Жадунька — деревня.
- Жевжик — деревня.
- Клов — деревня.
- Красавичи — посёлок.
- Кукуевка — деревня.
- Лубянка — деревня.
- Медвёдовка — деревня.
- Меженин — деревня.
- Новый Строй — посёлок.
- Плющево — деревня.
- Реут — деревня.
- Рысин — деревня.
- Семёновка — деревня.
- Слобода — деревня.
- Стайки — деревня.
- Тимоново — агрогородок.
- Торченка — деревня.
- Яновка — деревня.
- Ясная Поляна — деревня.

Упразднённые населённые пункты на территории сельсовета:
- Вознесенск — деревня.
- Горки — деревня.
- Грязивец — деревня.
- Спартак — деревня.

## Культура
- Краеведческая экспозиция музея в аг. Тимоново — филиал учреждения культуры «Климовичский районный краеведческий музей»